# Yalsa Band
Yalsa Band var en rockgrupp från Göteborg som var verksam i proggrörelsens slutskede.
Yalsa Band bildades 1979 av sedan tidigare väletablerade namn inom Göteborgs progressiva musikscen och bestod av Janne Brynstedt (gitarr), Göran Ekstrand (sång), Bertil Goldberg (piano), Per Melin (trummor) och Hannes Råstam (elbas). Bandet samarbetade också med sångerskan Blues Annika. År 1981 utgav Yalsa Band musikalbumet Life Vest Under Your Seat på skivbolaget Nacksving (031-35).